# Río Puelo
Le Río Puelo est un fleuve de Patagonie, qui coule en Argentine et au Chili. 

## Géographie
Le Río Puelo naît en tant qu'émissaire du lac Puelo en Argentine, au sein du parc national du lac Puelo, et débouche dans l'Océan Pacifique au Chili dans la partie centrale de l'estuaire de Reloncaví, au niveau de la localité de Puelo.
C'est un fleuve petit mais très abondant qui a un régime pluvio-nival (dans son bassin supérieur). Il draine un bassin versant de 8 817 km2. Dans son cours supérieur en Argentine, il reçoit les eaux des lacs Las Rocas, Verde, Totoral, Azul, ainsi que celles du río Ventisquero et du lac Puelo. Dans son cours moyen chilien, il reçoit le río Manso, son affluent principal. Il finit son parcours dans l'estuaire de Reloncaví, au Chili.

## Hydrométrie - Mesure des débits à Carrero De Basilio
Le débit du Río Puelo a été observé pendant 43 ans (1943-1986) à Carrero De Basilio, localité de la commune chilienne de Puelo située au niveau de son estuaire. 
À Carrero De Basilio, le débit annuel moyen ou module observé sur cette période a été de 662 m3/s pour une surface de 8 620 km2, soit 98 % du total du bassin versant du fleuve.
La lame d'eau écoulée dans le bassin versant atteint ainsi le chiffre de 2 422 millimètres par an, ce qui doit être considéré comme extrêmement élevé.
Cours d'eau alimenté surtout par les pluies d'automne-hiver, mais aussi par la fonte des neiges andines lors du printemps austral, le Río Puelo est un cours d'eau très abondant qui présente deux saisons de hautes eaux et deux décrues et ce comme presque partout au Chili.
Les hautes eaux de fin de printemps liées à la fonte des neiges se déroulent en novembre-décembre lorsque la fonte est maximale. Dès le mois de janvier le débit du fleuve baisse sensiblement, et une période de "basses eaux" survient allant du mois de février jusqu'au mois d'avril. Dès le mois de mai a lieu la crue d'automne-hiver austral, la plus importante, qui se 
termine à la fin du mois d'août. Aux mois de septembre et d'octobre a lieu une nouvelle baisse de débit qui s'intercale entre les deux périodes de crue. 
Le débit moyen mensuel observé en mars (minimum d'étiage) atteint 390 m3/s, soit à peine un peu moins de la moitié du débit moyen du mois de juin (890 m3/s), ce qui témoigne de la faible amplitude des variations saisonnières. Sur la durée d'observation de 19 ans, le débit mensuel minimal a été de 158 m3/s (avril 1979), tandis que le débit mensuel maximal s'élevait à 1 920 m3/s en juin 1977. Notons que les débits dus tant à la fonte des neiges qu'aux précipitations de la saison froide, sont largement régularisés par les nombreux lacs du bassin.

## Tourisme

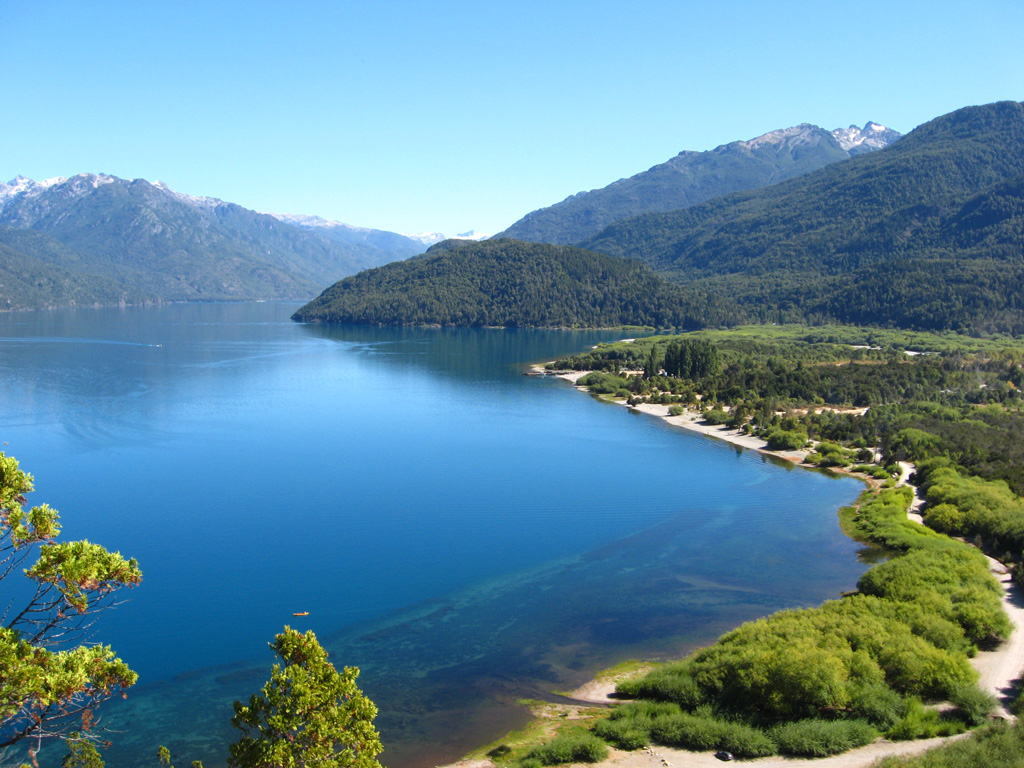
Le río Puelo est l'émissaire du pittoresque lac Puelo

- le parc national du lac Puelo en Argentine
- L'estuaire de Reloncaví au Chili
- Le lac Todos los Santos au Chili